# نقار الخشب الكوبي الأخضر
نقار الخشب الكوبي الأخضر (بالإنجليزية : Cuban green woodpecker) (الاسم العلمي : Xiphidiopicus percussus) هو نوع من الطيور من فصيلة نقار الخشب متوطن بكوبا، وهو النوع الوحيد الذي ينتمي إلى الجنس زيفيديوبيكيس (Xiphidiopicus).
جسمه صغير نسبيًا و مميز، عادًة يظهر على أنه معرف، مع أجزاء علوية خضراء زيتونية فاقعة وأجزاء سفلية صفراء. خلف العنق والصدر العلوي لونهما أحمر مع قواعد سوداء ظاهرة للريش، مع ذقن وحلق سوداوين ; التاج أحمر عند الذكور، وأسود مخطط بالأبيض في الإناث. يملك وجه وحاجبان أبيضي اللون، منقوط بحواف سوداء حتى الخد. الصدر الأصفر مخطط بالأسود أو يميل إلى الخضرة، أصفر عند الكتفين مخطط بالأسود. تحت الذيل أصفر مسطر بالأسود. الإناث أصغر حجمًا إلى حد كبير من الذكور، ذوات منقار قصير بشكل عام.
موطنه الطبيعي هو الغابات الجافة، الغابات الرطبة المنخفضة، والغابات السابقة المتنحية بشكل كبير.